# Odontomyia cincta
Odontomyia cincta är en tvåvingeart som beskrevs av Olivier 1811. Odontomyia cincta ingår i släktet Odontomyia och familjen vapenflugor. Inga underarter finns listade i Catalogue of Life.